# Alexandru Neagu
Alexandru "Sandu" Neagu (19. juli 1948 – 17. april 2010) var en rumænsk fodboldspiller.
Han spillede hele sin karriere for den rumænske klub Rapid Bukarest. Han opnåede i alt 286 kampe og scorede 110 mål. Derudover spillede han 17 kampe for Rumæniens fodboldlandshold og deltog ved VM i fodbold i 1970.